# Fenewyczi
Fenewyczi (ukr. Феневичі) – wieś na Ukrainie, w obwodzie kijowskim, w rejonie wyszogrodzkim, w hromadzie Iwanków. W 2001 liczyła 1135 mieszkańców, spośród których 1099 wskazało jako ojczysty język ukraiński, 32 rosyjski, 1 mołdawski, 1 białoruski, a 2 inny.